# Liste des partis politiques en Haïti
Liste des partis politiques haïtiens classée par ordre alphabétique. Cette liste n'est pas exhaustive et peut évoluer.

## Partis ayant une représentation électorale
Partis représentés après les élections législatives de 2006:
- Action coopérative pour construire Haïti (KONBA) : Ce parti est dirigé par Jean-Baptiste Chavannes. Il a obtenu 2 sièges sur 99 à la Chambre des députés aux élections législatives de 2006.
- Action démocratique pour bâtir Haïti (ADHEBA) : Ce parti a été fondé en 2004. Il est présidé par Camille Leblanc et a obtenu 1 siège sur 99 à la Chambre des députés aux élections législatives de 2006.
- Alyans (Alliance démocratique) : C'est une coalition de centre-gauche entre la Kovansyon Inite Dèmokratik (KID) (Confédération d'union démocratique) et le Parti populaire pour le renouveau d'Haïti. Elle est actuellement dirigée par Evans Paul. Elle a obtenu 1 siège sur 30 au Sénat et 10 sièges sur 99 à la Chambre des députés.
- Fanmi Lavalas : Ce parti a été fondé en novembre 1996 par l'ancien président Jean-Bertrand Aristide. Le FL est né de la scission de l'Organisation politique Lavalas (OPL) en deux groupes politiques rivaux, la Famille Lavalas et l'Organisation du peuple en lutte. Il est dirigé conjointement par l'ancien président de la République en exil, Jean-Bertrand Aristide et l'ancien premier ministre Yvon Neptune. En dépit du départ d'Aristide, c'est un parti qui joue un rôle important sur la scène politique haïtienne. Il a obtenu 2 sièges sur 30 au Sénat et 1 siège sur 99 à la Chambre des députés aux élections législatives de 2006.
- Front de l'Espoir ou Fwon Lespwa : Le Front de l'espoir a été fondé en 2005 pour appuyer la candidature de René Préval à l'élection présidentielle de 2006. Remplacé en 2009 par Inite, devenu en 2015 Inite Patriyotik.
- Front pour la reconstruction nationale (FRN) : Le FRN a été créé en février 2004 par un groupe d'anciens rebelles dirigé par Guy Philippe. Il est dirigé par Buteur Metayer et a comme secrétaire général Guy Philippe. Il a obtenu 1 siège sur 99 à la Chambre des députés aux élections législatives de 2006.
- Latibonit an Aksyon (LAAA, L'Artibonite en Action) aujourd'hui dénommé Haïti en Action: Ce parti est dirigé par Youri Latortue. Aux élections législatives de 2006, il a obtenu 2 sièges sur 30 au Sénat et 5 sièges sur 99 à la Chambre des députés.
- Mobilisation pour le progrès d'Haïti (MPH) : Le MPH est dirigé par Samir Mourra. Il a obtenu 3 sièges sur 99 à la Chambre des députés aux élections législatives de 2006.
- Mouvement chrétien pour une nouvelle Haïti (MOCHRENA) : Il est aussi connu sous l'appellation de Mouvement chrétien national. C'est un parti de centre-droit fondé en 1991 par des églises évangéliques. Il est dirigé conjointement par Luc Mésadieu et Gilbert Léger. Aux élections législatives de 2006, il a obtenu 3 sièges sur 99 à la Chambre des députés.
- Mouvement démocratique et rénovateur d'Haïti (MODEREH) : Le MODEREH est dirigé par Dany Toussaint et Prince Pierre Sonson. Il a obtenu 1 siège à la Chambre des députés.
- Mouvement indépendant pour la réconciliation nationale (MIRN) : Le MIRN est dirigé par Luc Fleurinord. Il a obtenu 1 siège sur 30 au Sénat et 1 siège sur 99 à la Chambre des députés.
- Mouvement pour la reconstruction nationale (MRN) : Le MRN a été fondé en 1991 par René Théodore, alors dirigeant du Parti unifié des communistes haïtiens (PUCH). Il est actuellement dirigé par Jean-Enol Buteau. Il a obtenu 1 siège sur 99 à la Chambre des députés. Le PUCH était issu de la fusion du Parti unité démocratique haïtien (PUDA), ancien Parti populaire de libération nationale (PPLN) avec le Parti d'entente populaire (PEH). Le PPLN était lui-même du Parti socialiste populaire et auparavant du Parti communiste haïtien (fondé en 1934).
- Organisation du peuple en lutte (OPL) : Il est né en 1996 de la scission en deux groupes de l'Organisation politique Lavalas (OPL) pro-Aristide fondée en 1991. Il est actuellement dirigé par Paul Denis. Aux élections législatives de 2006, il a obtenu 3 sièges sur 30 au Sénat et 11 sièges sur 99 à la Chambre des députés.
- Parti fusion des sociaux-démocrates haïtiens (PFSDH) : C'est un parti né le 23 avril 2005 de la fusion entre les trois partis démocrates suivants : Ayiti kapab, le Congrès national des mouvements démocratiques (KONAKOM) et le Parti national progressiste révolutionnaire (PANPRA). Le PFSDH est dirigé par Serge Gilles. Il a obtenu 4 sièges sur 30 au Sénat et 18 sur 99 à la Chambres de députés.
- Pont : Ce parti est dirigé par Jean-Marie Cherestal. Il a obtenu 1 siège sur 30 au Sénat aux des élections législatives de 2006.
- Rassemblement des démocrates nationaux progressistes (RDNP) : Le RDNP a été fondé en 1979. C'est un parti démocrate chrétien. Son secrétaire général est Leslie Manigat. Il a obtenu 1 siège sur 30 au Sénat et 1 siège sur 99 à la Chambre des députés aux élections législatives de 2006.
- Union nationale chrétienne pour la reconstruction d'Haïti (UNCRH) : L'UNCRH est actuellement dirigée par Jean Chavannes Jeune. Il a obtenu 2 sièges sur 30 au Sénat et 12 sièges sur 99 à la Chambre des députés.

## Autres partis politiques d'haïti
- Union des Forces Progressistes Haïtiennes (UFPHA)
- Haiti Devant (HD)
- Alliance pour la libération et l'avancement d'Haïti (ALAH)
- Alternative pour le changement (AC)
- Bourad (Bourad pou remete Ayiti debou)
- CREDO
- Ligue alternative pour le progrès et l'émancipation haïtienne (LAPEH)
- Mouvman Konbit Nasyonal (MKN)
- Mouvement national patriotique (MNP)
- Mouvement paysan de Papaye (MPP)
- Mouvement chrétien pour la nouvelle Haiti (MOCHRENAH)
- Parti politique Rèv Ayisyen: créé en 2020 ayant pour dirigeant Me. Michelet Nesto
- Mouvement d'unité nationale
- Organisation des travailleurs révolutionnaires (Union communiste internationaliste) (OTR-UCI)
- Organisation pour la démocratie en Haïti (OPDH)
- Parti de la Diaspora Haïtienne pour Haïti (MUDHAH) Mouvement d'Union de la Diaspora Haïtienne pour Haïti - Fondateur Edwin D'HAÏTI
- Parti démocratique d'Haiti
- Parti Fédéraliste (PF)
- Parti haïtien Tèt Kale (PHTK)
- Parti national démocratique progressiste d'Haïti (PNDPH)
- Parti national des Travailleurs (PNT)
- Parti populaire national haïtien (PPNH)
- Platfòm Pitit Desalin
- Rassemblement des démocrates chrétiens
- Réponse paysanne
- Union des constitutionalistes Haitiens (UCH)
- Union pour la reconstruction nationale
- Union des patriotes démocratiques
- Union des Forces Progressistes Haïtiennes (UFPHA), sa mission consiste à renforcer des valeurs par le biais d’approches rationnelles et constructives en défendant une politique  basée sur la confiance, le dialogue et l’éthique. Sa Vision c'est d' Unir toutes les  forces  progressistes haïtiennes au renforcement et à la réorganisation des secteurs industriel et agricole pour un développement autogène.
- Mouvman Etidyan pou Chanjman (MECHAN)
- Mouvman Esklav Revolte (MER)
- En avant

## Sources
- « Commission de l'immigration et du statut de réfugié du Canada »(Archive.org • Wikiwix • Archive.is • Google • Que faire ?)
- Haïti-référence
- Haïti-culture